# Brigham Young (film)
Brigham Young is een Amerikaanse biografische western uit 1940 onder regie van Henry Hathaway.

## Verhaal
Het verhaal speelt zich af in de jaren 1840 en vertelt het verhaal van Brigham Young, leider van de Mormonen. Aan het begin van de film wordt de groep nog geleid door Joseph Smith, die zijn volgers ertoe aanzet om wraak te nemen op een groep vandalen die hen met regelmaat aanvalt. Hij wordt gearresteerd en aangeklaagd voor verraad, maar hij wordt in koelen bloede vermoord voordat er een straf opgelegd kan worden. Brigham Young wordt aangewezen als zijn opvolger, maar hij heeft zijn bedenkingen over deze titel.
Als hij krijgt te horen dat het leger de Mormonen niet langer kan verdedigen tegen hun vijanden, besluit Brigham Illinois te verlaten. Hiermee komt hij in opspraak bij Angus Duncan, die van mening is dat de groep zich niet moet laten verjagen. De aanhangers blijven trouw aan de leider en beginnen samen met hem een reis langs een ijzige rivier naar Iowa. Een van de deelnemers aan deze zware reis is Zina Webb, die zich verbindt met de familie Kent. Op een dag wordt de groep geïnformeerd over een goudkoorts in Californië. Duncan neemt de macht over en trekt naar het westen van de Verenigde Staten. Door ziekte is Brigham niet in staat er iets tegen te doen.
Tijdens de reis herstelt Brigham zich in Salt Lake City en kondigt hij aan dat de Mormonen zich daar zullen vestigen. Het blijkt geen keuze zonder gevolgen. Er heerst daar een strenge winter, waardoor verscheidene vrouwen en kinderen bezwijken. Als de lente aanbreekt hoopt men dat de omstandigheden zullen verbeteren, maar dit blijkt niet het geval. De Mormonen krijgen vanaf dan te maken met een plaag krekels. Zina wordt ernstig ziek als gevolg van ondervoeding. Jonathan Kent, haar geliefde, doet er alles aan om haar te verzorgen, maar hij begint langzaam de hoop te verliezen. Net op het moment dat Brigham zijn leiderschap wil opgeven, worden de krekels verjaagd door een groep zeehonden en kan er eindelijk weer voedsel verbouwd worden.

## Rolverdeling
| Acteur         | Personage       |
| -------------- | --------------- |
| Tyrone Power   | Jonathan Kent   |
| Linda Darnell  | Zina Webb       |
| Dean Jagger    | Brigham Young   |
| Brian Donlevy  | Angus Duncan    |
| Jane Darwell   | Eliza Kent      |
| John Carradine | Porter Rockwell |
| Mary Astor     | Mary Ann Young  |
| Vincent Price  | Joseph Smith    |
| Jean Rogers    | Clara Young     |
| Ann E. Todd    | Mary Kent       |

## Achtergrond
Producent Darryl F. Zanuck wilde dat Brigham Young een epische film zou worden en de totale kosten bedroegen dan ook $2,5 miljoen. Hiermee was het de duurste film van 20th Century Fox tot dat moment. Hij gaf de titelrol aan Dean Jagger, een populair acteur op Broadway, maar een onbekende naam in de filmindustrie. Om de film toegankelijk te maken voor een breed publiek, besloot hij het populaire duo Tyrone Power en Linda Darnell ook te selecteren. Voor deze keuze werden verscheidene acteurs overwogen voor rollen. Zo wilde Zanuck aanvankelijk Preston Foster aanstellen als Joseph Smith, Brenda Joyce als Zina Webb, Richard Greene als Jonathan Kent, Kay Francis als Mary Ann Young, Margaret Hamilton als Zenobia en Spring Byington als Moeder Webb.
Regisseur Henry Hathaway had een slechte reputatie in Hollywood. Hij stond er om bekend grof, direct en zelfs gewelddadig te zijn. Over Darnell sprak hij echter vol lof. Hij vertelde dat ze nooit in de problemen kwam en dat hij nooit 'een liever meisje' had ontmoet. De laatste draaidagen werden in juni 1940 afgerond. Een première volgde in augustus in Salt Lake City. Pas in september werd de film op grote schaal uitgebracht. Critici spraken positief over de grootsheid van de film. Jagger kreeg het meeste lof van de pers, Power en Darnell werden in mindere mate genoemd.